# Musica andina

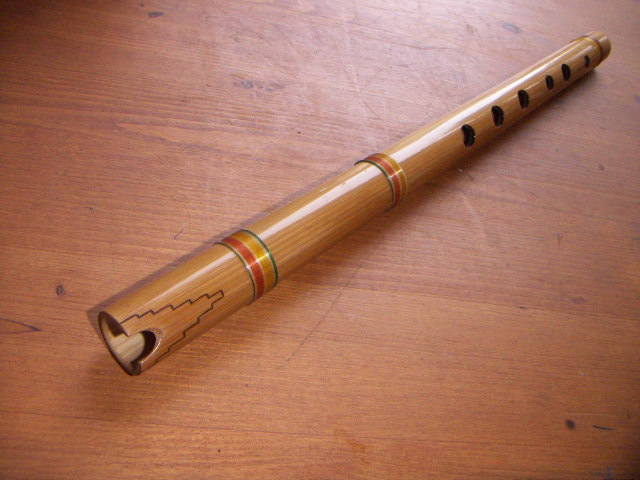
Una quena, strumento tradizionale andino.

Il termine di Musica andina si applica a una gamma molto vasta di generi musicali originari della regione andina, approssimativamente coincidente con l'area dominata dagli incas prima del contatto europeo.
La musica andina affonda le proprie origini in parte nella tradizione precolombiana (Huayno, Qashwa, Carnaval, Toril, ecc.), in parte in quella coloniale (valses, milonga, ecc.) e in parte in quella afro-americana (bambuco, zamba, ecc.)

## Musica andina quechua
La musica andina di tradizione quechua è costituita da una grande varietà di generi associati a differenti contesti della vita sociale, come le feste popolari, i lavori domestici e momenti istituzionali o celebrazioni come, ad esempio, i matrimoni. Viene suonata in modo differente anche a seconda del luogo dove viene eseguita, al punto che esistono varietà regionali dei differenti sottogeneri musicali.

## Strumenti utilizzati

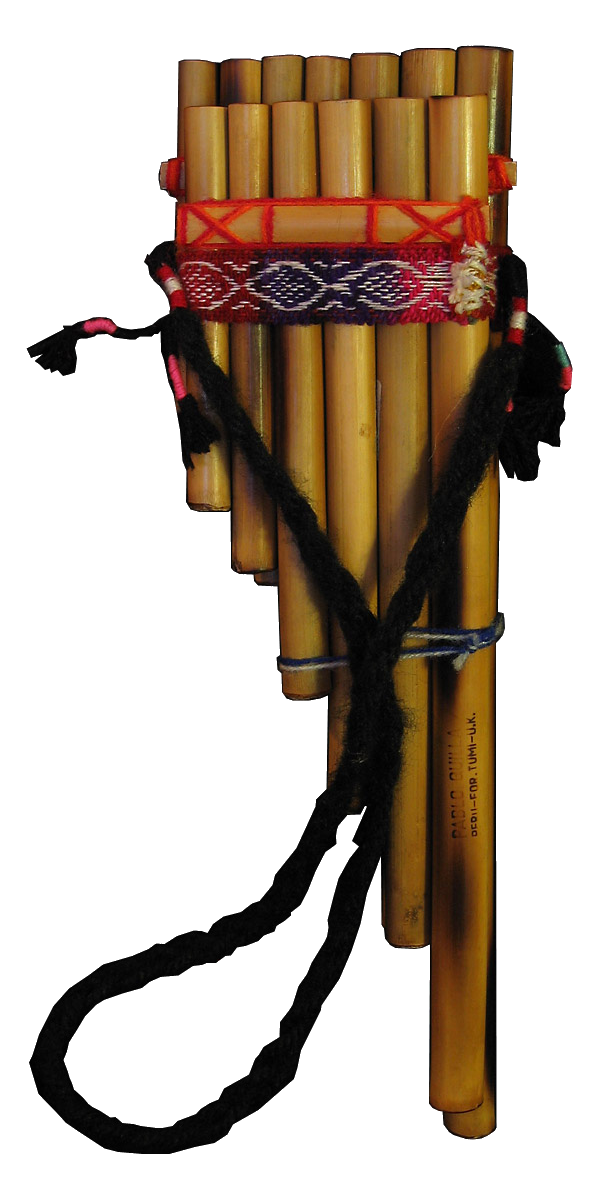
Zampoña

Viene eseguita con una grande varietà di strumenti autoctoni. In alcune regioni viene interpretata con strumenti quali la zampoña, la quena, il charango e il bombo, tamburo di legno che può essere suonato con le mani e con bacchette (spesso imbottite all'  estremità) chiamate palitos; in altre regioni gli strumenti di base sono il requinto (piccola chitarra di alto registro, utilizzata per le melodie), la chitarra, il tiple e la bandola.

## La musica andina per paese
L'area in cui è diffusa la musica andina abbraccia l'ovest della Bolivia, il nord del Cile, il nord-ovest dell'Argentina, le montagne dell'Ecuador, il sud-ovest della Colombia, e la regione andina del Perù.

### Argentina
- carnavalitos
- chacareras
- tonadas
- cueca
- zamba
- milonga.

### Bolivia
- Huayños
- caporales
- moseñadas
- llameradas
- kantus
- diablada de Oruro
- morenadas
- tinku
- sayas
- cuecas (differenti per ogni regione)
- tobas
- kullaguadas
- negritos
- bailecitos (differenti per ogni regione)
- carnavalitos
- macheteros
- mineritos
- antawaras
- doctorcitos
- auqui auquis
- waca tokoris
- incas
- kallaguayas
- suri sicuris

e molti altri ancora.

### Cile
- trotes
- cueca

### Colombia
- Bambucos
- pasillos
- valses.

### Ecuador
- sanjuanitos
- albazos
- yaravíes
- pasacalles
- pasillos
- tonadas.

### Perù
I generi più importanti sono
- Huayno: è il genere più importante di tutta la regione, caratterizzato dalla sua adattabilità a differenti contesti. Lo stile del Huayno varia a seconda della regione e del gruppo sociale che lo interpreta, assumendo differenti nomi, come ad esempio Chuscada nei dipartimenti di Ancash e Apurimac, Pampeña nel dipartimento di Arequipa, Cashua nel dipartimento di Cajamarca, Chimaycha nei dipartimenti di Amazonas e Huanuco e Wayllacha nella zona del Colca.
- Qashwa: è una danza collettiva realizzata in forma circolare, come parte del corteggiamento tra i giovani della comunità. Viene associata anche al lavoro agricolo e ha origine preispanica.
- Carnaval: è il genere musicale che accompagna la festa del Carnevale, una delle celebrazioni più importanti delle Ande. Ritmo e cadenza variano a seconda del luogo dove viene interpretato. Le parole delle canzoni sono allegre, picaresche e divertenti. E conosciuto anche come Wifala, Puqllay, Pumpin o Pasacalle.
- Toril: è il genere di musica andina relazionata con il bestiame vaccino, in quanto ne accompagna la marchiatura a fuoco. Viene interpretato suonando il Waqrapuku (uno strumento fatto con corna di toro o vacca unite in modo da formare una cornetta a spirale) e la tinya (un tipo di tamburo) che tiene il ritmo.

Altri generi:
- Huaconada
- huaylas
- yaravíes
- tijeretas
- tuntuna
- morenadas
- diablada peruana
- sicuris
- requinto andino
- muliza
- kajelos

## Esponenti della musica andina
Bolivia:
- Los Kjarkas
- Savia Andina

 Cile:
- Inti Illimani

 Colombia:
- Génesis
- Chimizapagua
- Viajeros de la música

 Perù
- Damaris Mallma Porras
- Magaly Solier
- Uchpa
- Alborada